# P-Aminofenol
```

```

p-Aminofenol, 4-aminofenol – organiczny związek chemiczny z grupy fenoli zawierający grupę aminową (−NH
2). 4-Aminofenol najbardziej znany jest jako podstawowy składnik wywoływacza Rodinal w fotografii czarno-białej. W farmaceutyce używany do syntezy fenacetyny lub do produkcji paracetamolu (reakcja z bezwodnikiem octowym). Ma też zastosowania w przemyśle tekstowym, gumowym i jako półprodukt do syntezy barwników siarkowych i azotowych.
Ma właściwości higroskopijne, jest podatny na działanie temperatury, światła, powietrza, wilgoci, środków utleniających i żelaza.
Powstaje podczas hydrolizy N-acetylo-p-aminofenolu (reakcja ta jest także pierwszym etapem metabolizmu paracetamolu w organizmach). Można go również otrzymać w wyniku redukcji p-nitrofenolu za pomocą borowodorku sodu.
Jest jednym z trzech izomerów orto, meta, para, pozostałe to 2-aminofenol i 3-aminofenol.